# Vongaksza pagoda
A Vongaksza pagoda (hangul: 원각사지십층석탑, Vongakszadzsi sipcshung szokthap) egy tízszintes márványpagoda a szöuli Thapkol parkban, Csongno-ku kerületében. A 12 méter magas építmény 1467-ben készült és 1962-ben nyilvánították Dél-Korea második nemzeti kincsévé. A Vongak-templom egyetlen épen maradt pagodája.

## Története és jellemzői
A pagodát 1467-ben emelték és egykoron a Vongak buddhista templom (Vongaksza) területén állt. A templomot 1465-ben, Szedzso király idejében hozták létre. A konfucianizmus terjedésének következményeképp 1504-ben Jonszangun király kitelepíttette a szerzeteseket és kiszengszalonná alakíttatta az épületeket.
A márványpagoda tízszintes, az első három szint és a talapzat 亞 alakú, ami szokatlan forma a koreai pagodaépítészetben. Oldalaira különféle mintákat vések (sárkány, lótusz, oroszlán). 
Az építményt állagának megőrzése érdekében üvegketreccel vették körül.